# Константинув (Кутновський повіт)
Константинув (пол. Konstantynów) — село в Польщі, у гміні Бедльно Кутновського повіту Лодзинського воєводства.
Населення — 82 особи (2011).
У 1975-1998 роках село належало до Плоцького воєводства.

## Демографія
Демографічна структура станом на 31 березня 2011 року:
|          | Загалом | Допрацездатний вік | Працездатний вік | Постпрацездатний вік |
| -------- | ------- | ------------------ | ---------------- | -------------------- |
| Чоловіки | 47      | 12                 | 33               | 2                    |
| Жінки    | 35      | 5                  | 19               | 11                   |
| Разом    | 82      | 17                 | 52               | 13                   |